# Kerkehout
Kerkehout is een wijk in de gemeente Wassenaar. De wijk ligt ten oosten van de Rijksstraatweg en Nieuw Wassenaar. De bebouwing van Kerkehout is erg afwisselend. Zo zijn er grote vrijstaande villa's met veel bos eromheen zoals gewoonlijk in Zuid Wassenaar, maar er zijn ook rijtjeshuizen zonder enige beplanting en boerderijen met weilanden.
De oorsprong van de wijk is te vinden in de Joodse begraafplaats van de Nieuwe Hoogduitse gemeente. Omdat de Haagse begraafplaats aan de Scheveningseweg in Scheveningen vol raakte, werd in 1899 een terrein aangekocht in Wassenaar. Dit terrein werd in 1906 in gebruik genomen als Joodse begraafplaats, met metaarhuis. Vanaf begin jaren '80 bevindt zich ten noordoosten en ten zuidwesten van het metaarhuis een gemeentelijke begraafplaats met een algemeen en een katholiek deel.
In 1915 kocht de Wassenaarsche Bouwstichting een stuk grond naast de begraafplaats. In 1919 zijn de eerste huizen aan het begin van de Louisestraat, Het Kerkehout en aan de Adrianastraat gebouwd. Architect A. Broese van Groenou ontwierp deze 41 woningen en twee winkels. Zijn uitgangspunt was het tuindorp-idee: laagbouwwoningen met tuinen en gemeenschappelijke openbare ruimte. Samuel de Clercq was mogelijk betrokken bij het ontwerp van woningen in de Adrianastraat. Die zijn veel soberder dan de rest van de ontworpen huizen.
In Kerkehout woonden mensen met gevarieerde beroepsgroepen, voornamelijk werkzaam in de omliggende villaparken. Grotere woningen werden vaak aan hun werkgevers verhuurd, die de huizen voor hun personeel huurden. Eén van deze huurders was Hélène Kröller-Müller, woonachtig op buitenplaats Groot Haesebroek.
In 1985 werden de eerste appartementen in Kerkehout gebouwd. Het resultaat was een kleinschalig flatgebouw bestaand uit drie woonlagen, dat in een vloeiende beweging meebuigt met de bocht van de Albertinestraat naar de Van Bommellaan. Direct daar achter staan een kleiner flatgebouw en dertien eengezinswoningen. De flatwoningen waren vooral bedoeld voor jongere aanstaande echtparen, samenwonenden en alleenstaanden.
Inmiddels bestaat Kerkehout uit 200 vooroorlogse eengezinswoningen en 160 vroeg naoorlogse woningen. De Wassenaarsche bouwstichting is nog steeds eigenaar van de woningen in de kern van Kerkehout. In 2010 is de wijk aangewezen als beschermd Dorpsgezicht.

## Referenties

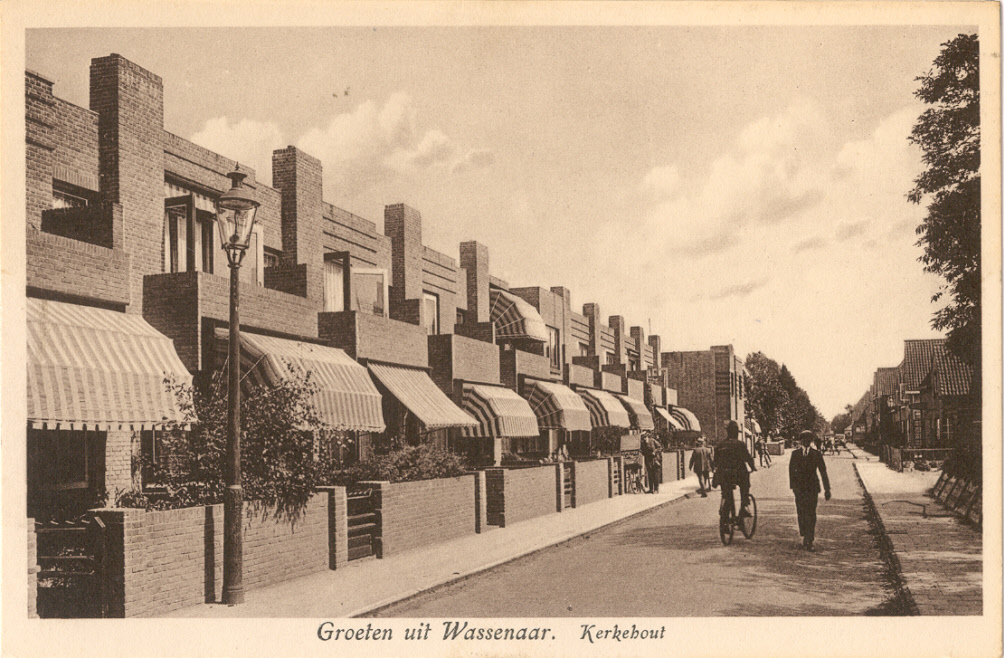
Het Kerkehout, ca. 1925.